# Milchdrüse

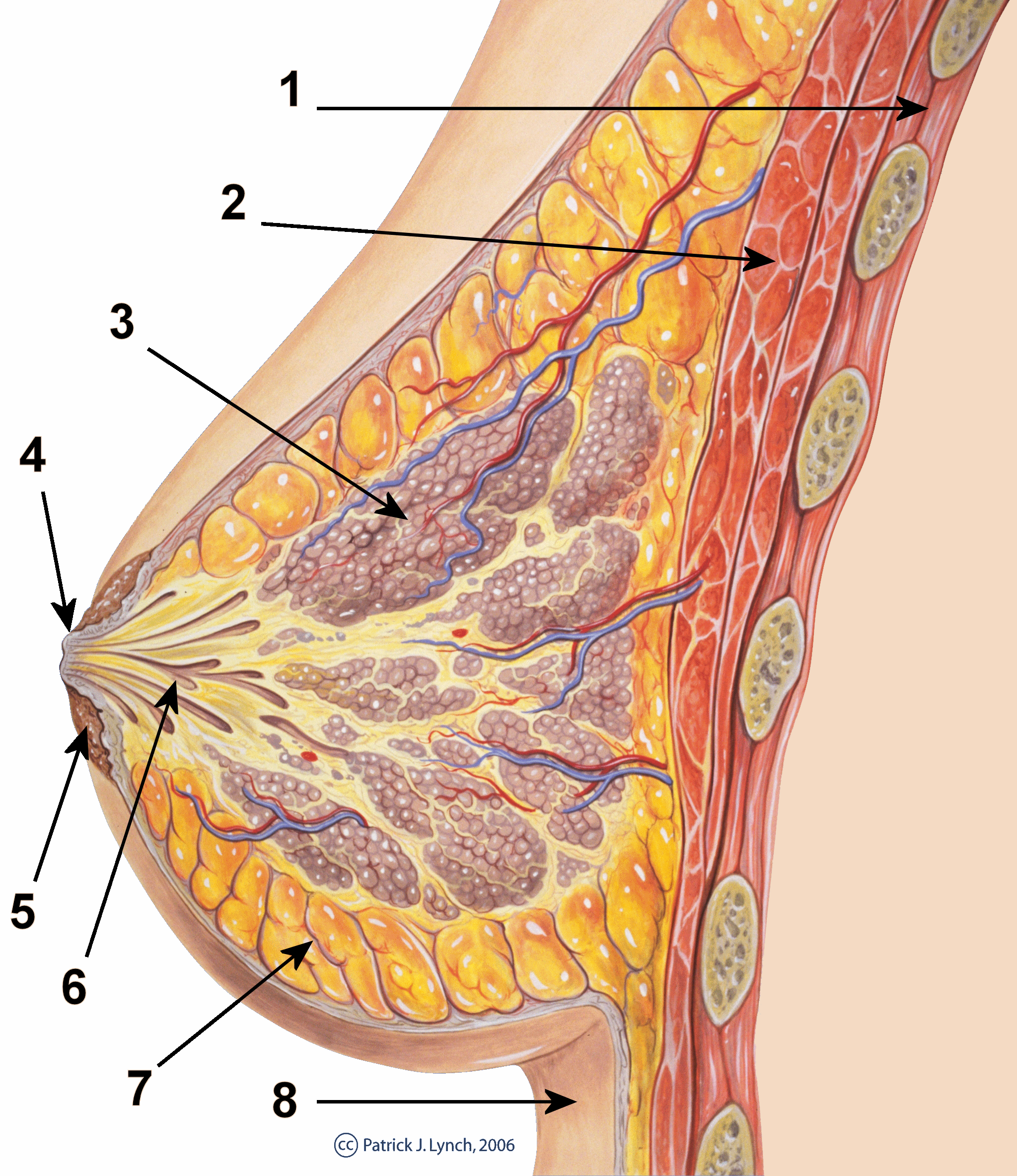
Schematischer Querschnitt durch die weibliche Brust: 1. Brustkorb mit Rippen, 2. großer Brustmuskel, 3. Brustdrüse, 4. Brustwarze, 5. Warzenhof, 6. Milchgänge, 7. Fettgewebe, 8. Haut

Als Milchdrüse (lateinisch Glandula mammaria, von mamma „Zitze, Euter, weibliche Brustdrüse“; griech. μαστός, mastos) bezeichnet man die aus der Milchleiste hervorgehenden Drüsenkörper von Säugetieren, die während der Laktation Milch zur Ernährung des säugenden Nachwuchses bilden und abgeben können.
Es handelt sich dabei um spezialisierte Hautdrüsen, die sich von einfachen, tubulären Drüsen ableiten lassen. Sie sind bei beiden Geschlechtern angelegt, werden jedoch meist nur beim weiblichen Geschlecht voll ausgebildet. Beim Menschen entwickeln sie sich erst während der Pubertät zur Brustdrüse der paarigen weiblichen Brust.

## Phylogenese der Haut- und Milchdrüsen
Die holokrinen Talgdrüsen (Glandula sebacea) als Anhänge der Haarbälge produzieren Lipide und sondern sie ab. Diese schützen als Talg oder Sebum die Haut und das Fell von Säugetieren. Von ihnen werden als weitere Drüsenarten der äußeren Haut sowohl die kleinere (ekkrine) Schweißdrüse (Glandula sudorifera merocrina) wie auch die größere merokrine (apokrine) Schweißdrüse oder Duftdrüse (Glandula sudorifera apocrina) abgeleitet. Letztere bilden verschiedene fettige und proteinhaltige Sekrete, die durch die Hautflora verändert als Wirbeltierpheromone im Dienste der innerartlichen, vor allem sexuellen, aber auch der zwischenartlichen Kommunikation stehen (siehe auch Jacobsonsches Organ). Diese Duftdrüsen sind auf bestimmte Körperregionen beschränkt und bilden unterschiedliche Düfte – etwa in den Achselhöhlen, in der Anal- und Genitalregion und entlang der Milchleiste; die im Hof um die Brustwarze gelegenen werden auch Glandulae areolares genannt.
Aus diesem Typ mit traubenförmig gebautem Drüsenkörper entwickelten sich in der Evolution der Säugetiere die auf ähnliche Weise sezernierenden Milchdrüsen. Man nimmt an, dass die ursprüngliche Aufgabe der Milchabsonderung des abgewandelten Drüsentyps darin bestand, das Gelege von Eier legenden basalen Säugetieren – ähnlich den Kloakentieren – feucht zu halten und immunologisch abzusichern. Dafür spricht:
- Kloakentiere besitzen keine Zitzen, die Milch wird mittels Drüsen an einer behaarten Stelle an ihrem Bauch abgesondert.
- Während der Brutzeit werden die Eier von einer klebrigen Substanz bedeckt, deren Herkunft unbekannt ist. Vor dem Legen bestehen die Eierschalen aus einer dreilagigen Schicht. Danach tritt eine vierte Lage von unterschiedlicher Zusammensetzung hinzu. Möglicherweise werden die klebrige Substanz und die vierte Eierlage von den Milchdrüsen erzeugt.
- Sollte dies der Fall sein, dann ließe sich die Behaarung der Milch absondernden Region erklären: es dürfte leichter fallen, feuchte Substanzen über das Ei von einer breiten, behaarten Stelle aus zu verteilen als von einer kleinen, nackten Zitze.

## Bau und Lage
Die ursprünglichste Form der Milchdrüsen findet sich als Milchfeld bei den Kloakentieren. Hier sind alle Milchdrüsen vereinzelt in der Fläche und sezernieren die Milch in dieses Feld. Bei den Höheren Säugetieren sind die Ausgänge der Milchdrüsen als Zitzen zusammengefasst.
Nach der Lokalisation der Milchdrüsen unterscheidet man
- thorakale: am Brustkorb, z. B. Mensch (→ weibliche Brust) und andere Primaten, Elefant, Bär, Seekuh
- thorako-inguinale: vom Brustkorb bis zur Leiste, z. B. Hund, Katze, Schwein
- inguinale: in der Leiste, auch als Euter bezeichnet, z. B. Wiederkäuer, Pferd

Milchdrüsen.
Bei den Beuteltieren bildet sich um die Milchdrüse aus einer Hautfalte ein Beutel zur Aufnahme der Jungen.

## Mammarkomplexe

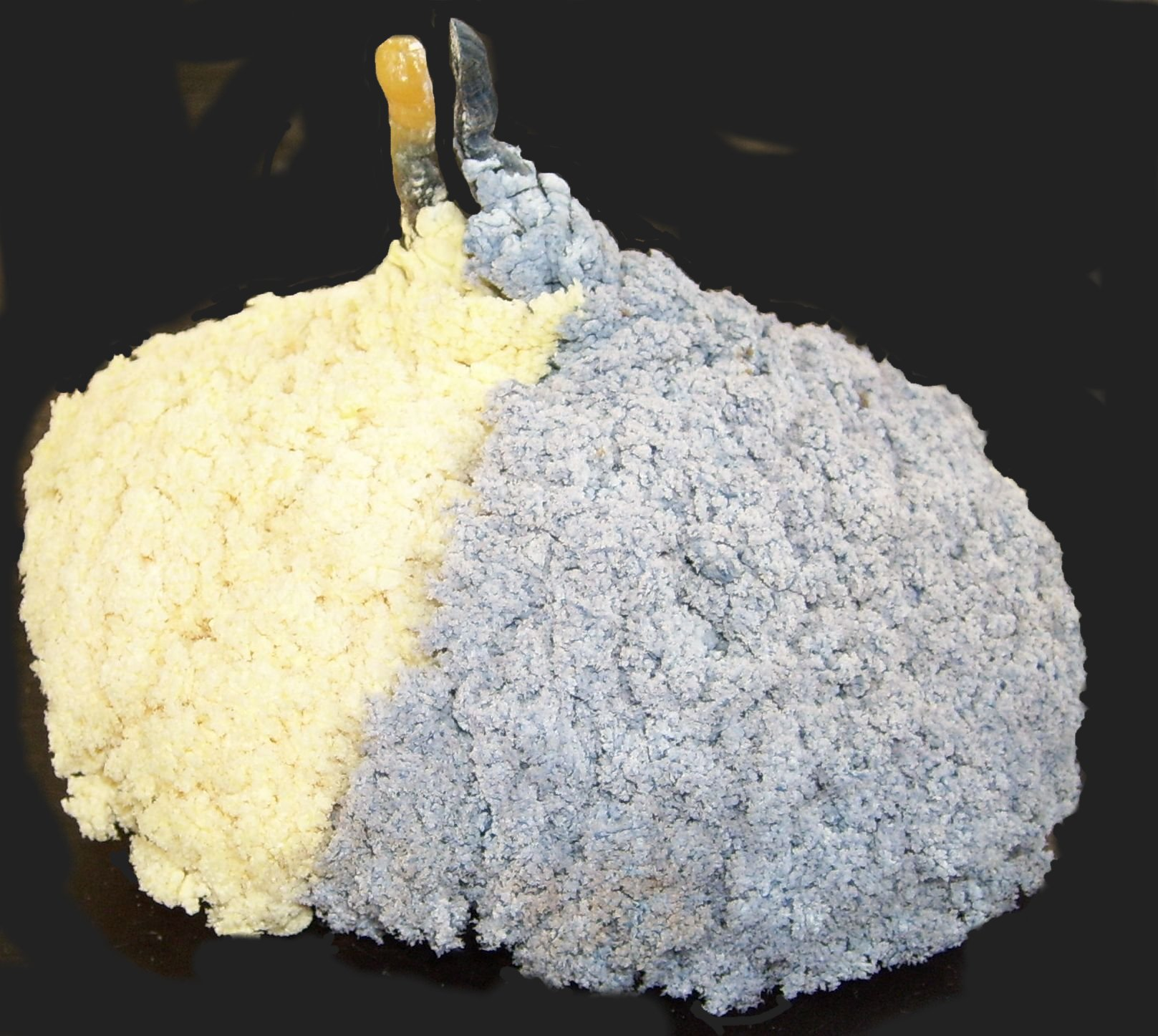
Korrosionspräparat der beiden Mammarkomplexe eines Schafeuters

Die Milchdrüse der Höheren Säugetiere setzt sich aus äußerlich abgrenzbaren Drüsenkomplexen zusammen. Jeder dieser Mammarkomplexe trägt eine Warze, die als Zitze und beim Menschen auch als Brustwarze bezeichnet wird.
Die Anzahl der Mammarkomplexe ist je nach Art verschieden und steht in Zusammenhang mit der durchschnittlichen Anzahl der Jungen. Bei Mensch, Pferd, Ziege und Schaf gibt es beidseits je einen, beim Rind je zwei, bei der Katze vier, beim Hund fünf (manchmal vier), beim Schwein sogar sechs bis acht Mammarkomplexe.

## Hohlraumsystem
Jeder Mammarkomplex kann ein (Wiederkäuer) oder mehrere (meiste Säugetiere) vollständig isolierte Drüsensysteme enthalten. Entsprechend gibt es auf einer Zitze einen oder mehrere Strichkanäle (Ductus papillares). Beim Menschen münden auf einer Papille 15–20 Strichkanäle, beim Hund acht bis zwölf, bei der Katze fünf bis sieben, bei Pferd und Schwein zwei.
Das Hohlraumsystem beginnt mit blind endenden Säckchen, den Alveolen. Sie sind der Ort der Milchbildung und -speicherung. Von den Alveolen gehen ableitende Milchgänge (Ductus lactiferi, Einzahl Ductus lactiferus) aus. Diese ergießen sich in eine Erweiterung, die Zisterne (Sinus lactifer), welche im Zitzenkanal (Strichkanal) nach außen führt.

## Feinbau

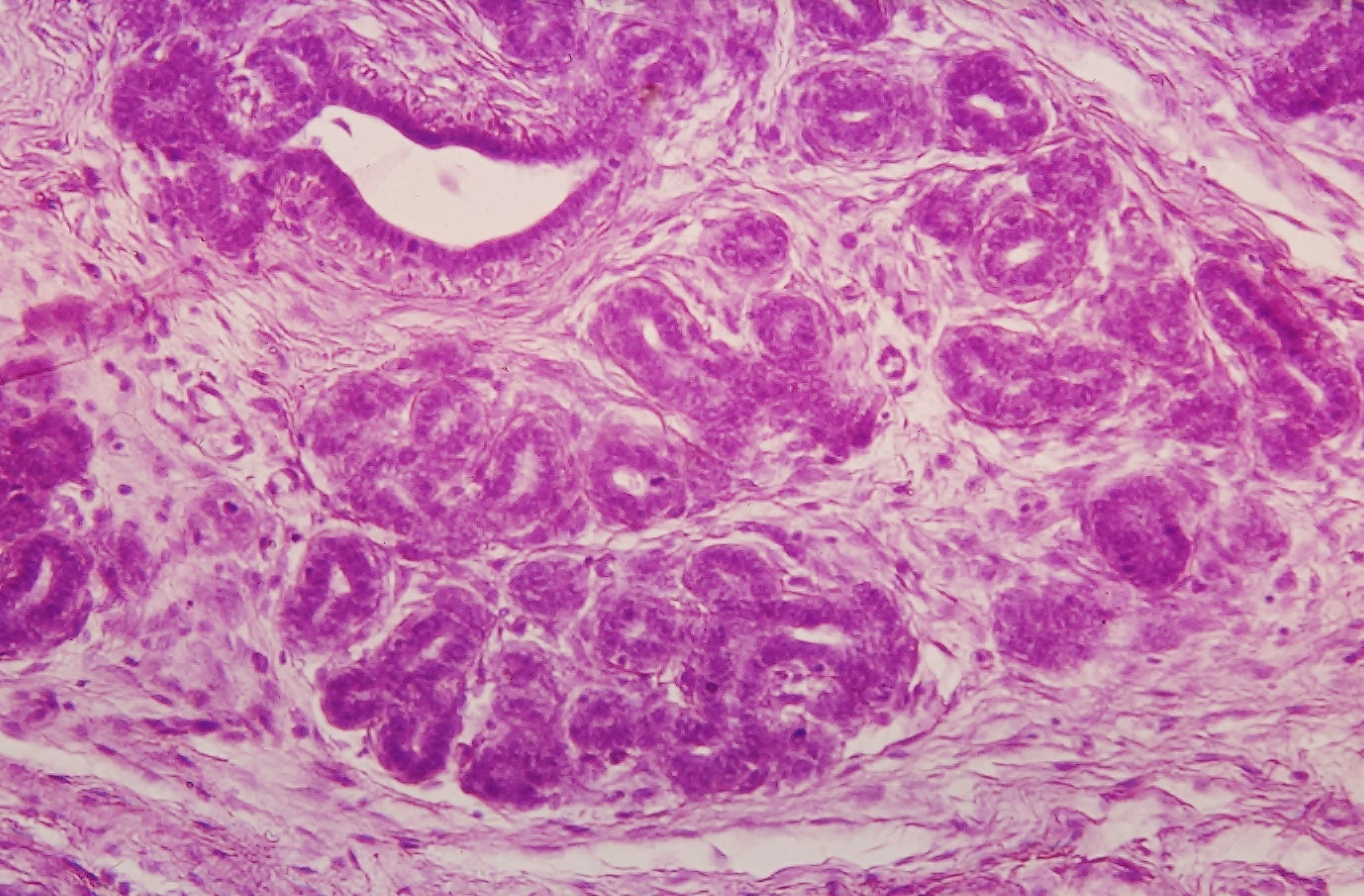
Lichtmikroskopisches Schnittbild der menschlichen proliferierenden Milchdrüse; oben im Bild ein kleiner Milchgang von dem Drüsenepithel ins Bindegewebe sprosst

Der Feinbau der menschlichen Milchdrüse ist abhängig vom Menstruationszyklus, von einer Schwangerschaft oder Stillperiode. Nur während letzterer ist die Drüse voll entwickelt. Die Alveolen besitzen ein einschichtiges Epithel. Je nach Füllungszustand ist es zylindrisch, bei gefüllten Alveolen abgeplattet. Bei der Milchbildung werden jeweils die Zellkuppen abgeschnürt und in das Lumen abgegeben (apokrine Sekretion).
Zwischen den Epithelzellen und ihrer Basalmembran liegen Korbzellen. Sie besitzen die Fähigkeit zur Kontraktion (sogenannte Myoepithelien), die durch das Hormon Oxytocin ausgelöst werden.
Kleine Milchgänge haben ebenfalls ein einschichtiges Epithel, das auch noch Milch bildet. Die größeren Milchgänge besitzen ein ein- bis zweischichtiges Epithel. In ihrer Wand besitzen sie glatte Muskulatur, die dem Milchtransport dient. Das Epithel der Zisterne ist zweischichtig und kubisch, in der Wand liegen wiederum glatte Muskelfasern.
Der Strichkanal besitzt eine kutane Schleimhaut, die stark verhornt ist. Die glatte Muskulatur bildet einen Schließmuskel (M. sphincter papillae), welcher zusammen mit Blutgefäßgeflechten und Schleimhautfalten für den Verschluss der Zitze sorgt und verhindert, dass die Milch einfach abtropft.

## Erkrankungen

### Tumoren
Tumoren der Milchdrüse gehören zu den am häufigsten beobachteten Neoplasien der Frau, aber auch in der Kleintiermedizin. Speziell weibliche Hunde sind von diesem Phänomen betroffen. Anders als beim Menschen verhalten sich die gebildeten Tumoren in der Regel wenig aggressiv, obwohl sie häufig Mischformen aus gutartigen (benignen) und histologisch bösartigen (malignen) Geschwülsten sind. Die Bildung von Milchdrüsentumoren scheint bei der Hündin hormonabhängig zu sein. Vor der ersten Läufigkeit kastrierte Hunde haben ein wesentlich verringertes Risiko der Tumorbildung. Diese Frühkastration ist jedoch vom Standpunkt des Tierschutzes her umstritten. Bei Katzen ist die Aggressivität primärer Gesäugetumoren wesentlich höher und mit dem menschlichen Brustkrebs durchaus vergleichbar. Daneben treten Tumoren der Milchleiste auch bei anderen Kleinsäugern wie Ratten oder Hamstern auf.

### Mastitis
Eine Entzündung der Milchdrüse wird als Mastitis bezeichnet.
Eine große wirtschaftliche Bedeutung haben entzündliche Veränderungen des Euters bei milchliefernden Tieren. Die zu ihrer Bekämpfung meist eingesetzten lokalen Euterpräparate sind im Regelfall antibiotika-haltig. Der Verbraucherschutz erfordert somit eine mehr oder weniger lange Wartezeit, bis die Milch des erkrankten Organs wieder in den Verkehr gebracht werden kann. Dieser Verdienstausfall kann für landwirtschaftliche Betriebe existenzbedrohend sein.

### Incontinentia lactis
Als Incontinentia lactis („Milchträufeln“) wird eine Störung im Milchhaltevermögen durch unzureichenden Verschluss des Zitzenkanals bezeichnet. Sie entsteht häufig nach Zitzenverletzungen mit einer Beschädigung des Zitzenkanals.

## Zusätzliche Darstellungen

Die apokrinen Schweißdrüsen, Glandula sudorifera apocrina oder auch Duftdrüsen waren evolutionär die Vorläufer der Milchdrüsen
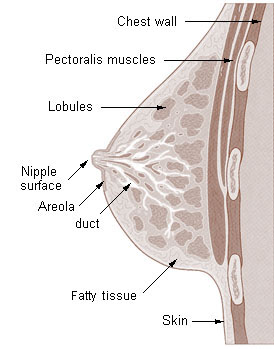
Sagittalschnittebene durch eine weibliche Brust (Schema Aufbau)
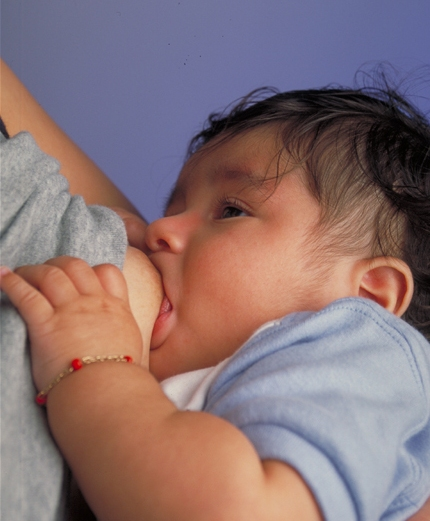
Mensch
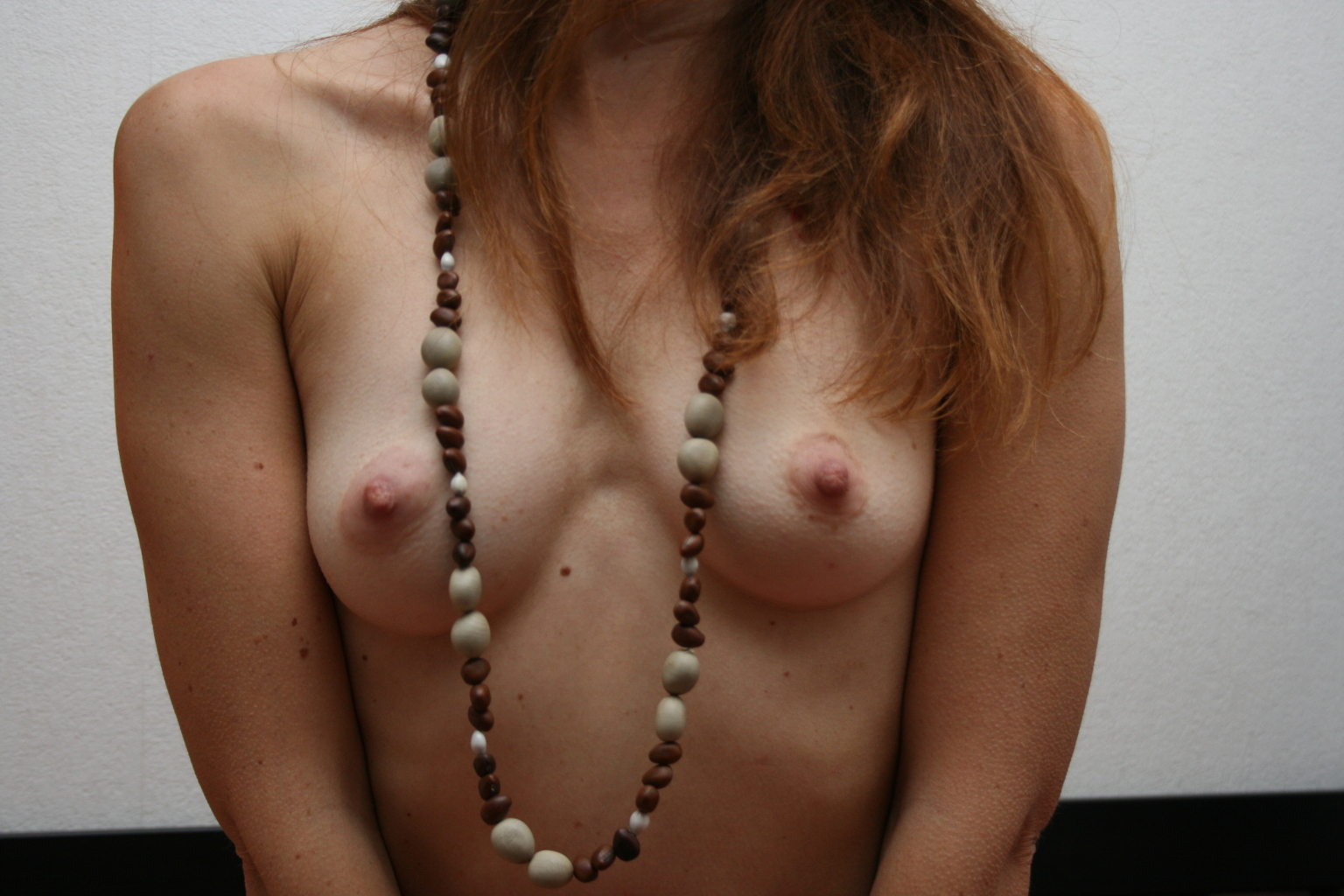
Weibliche Brüste vor der Schwangerschaft.
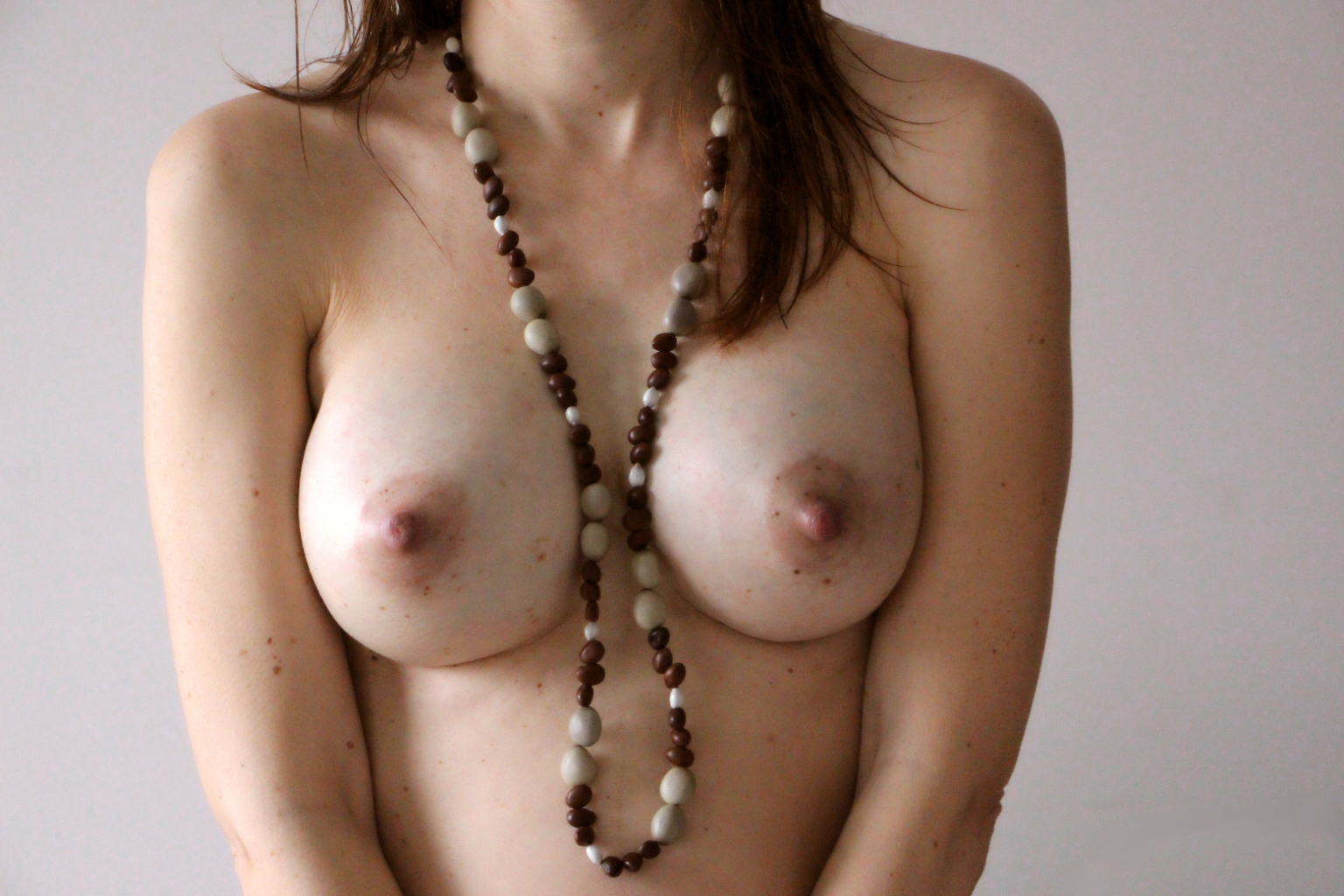
Die weiblichen Brüste in der Schwangerschaft, vor der Laktation.
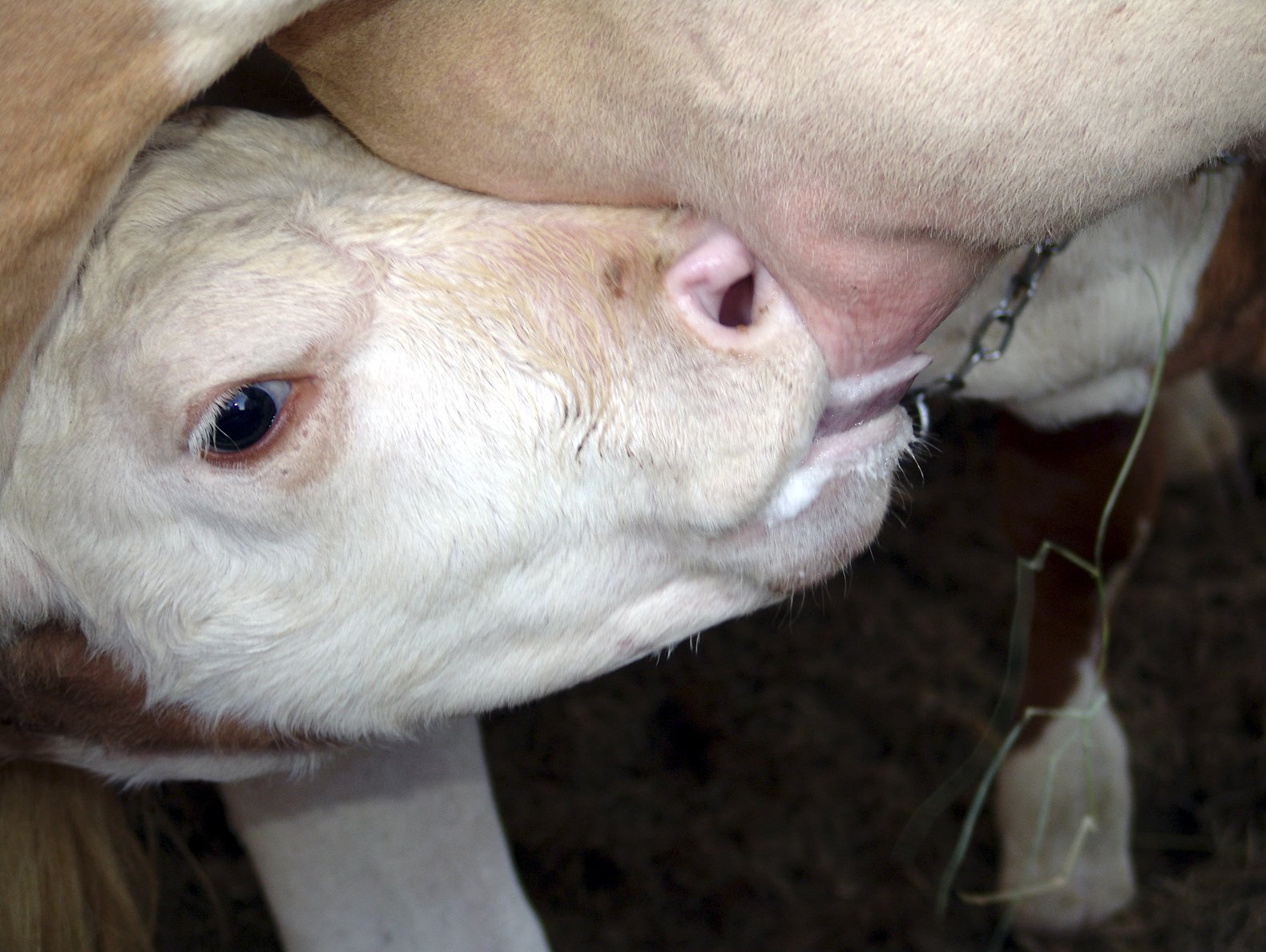
Kalb
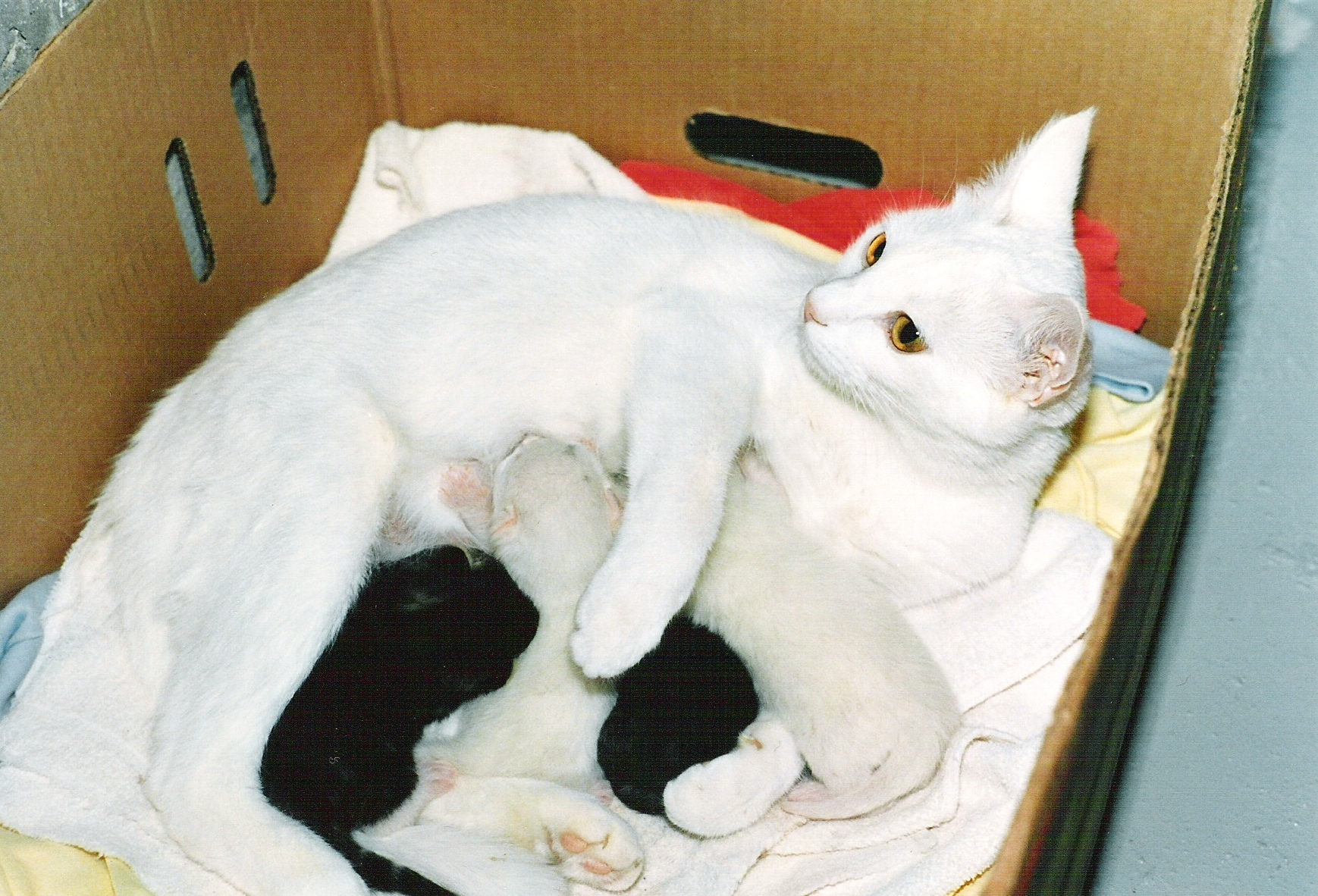
Katze
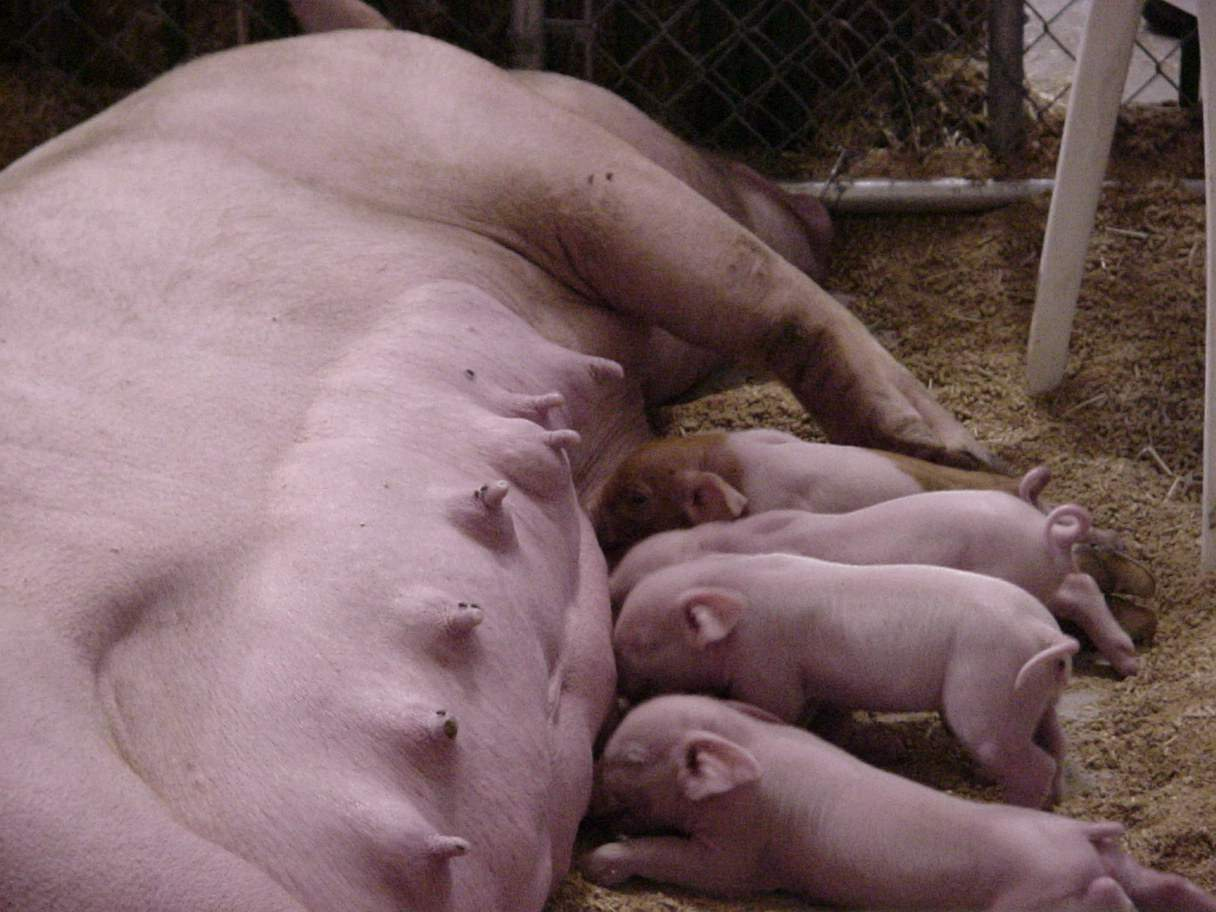
Schwein
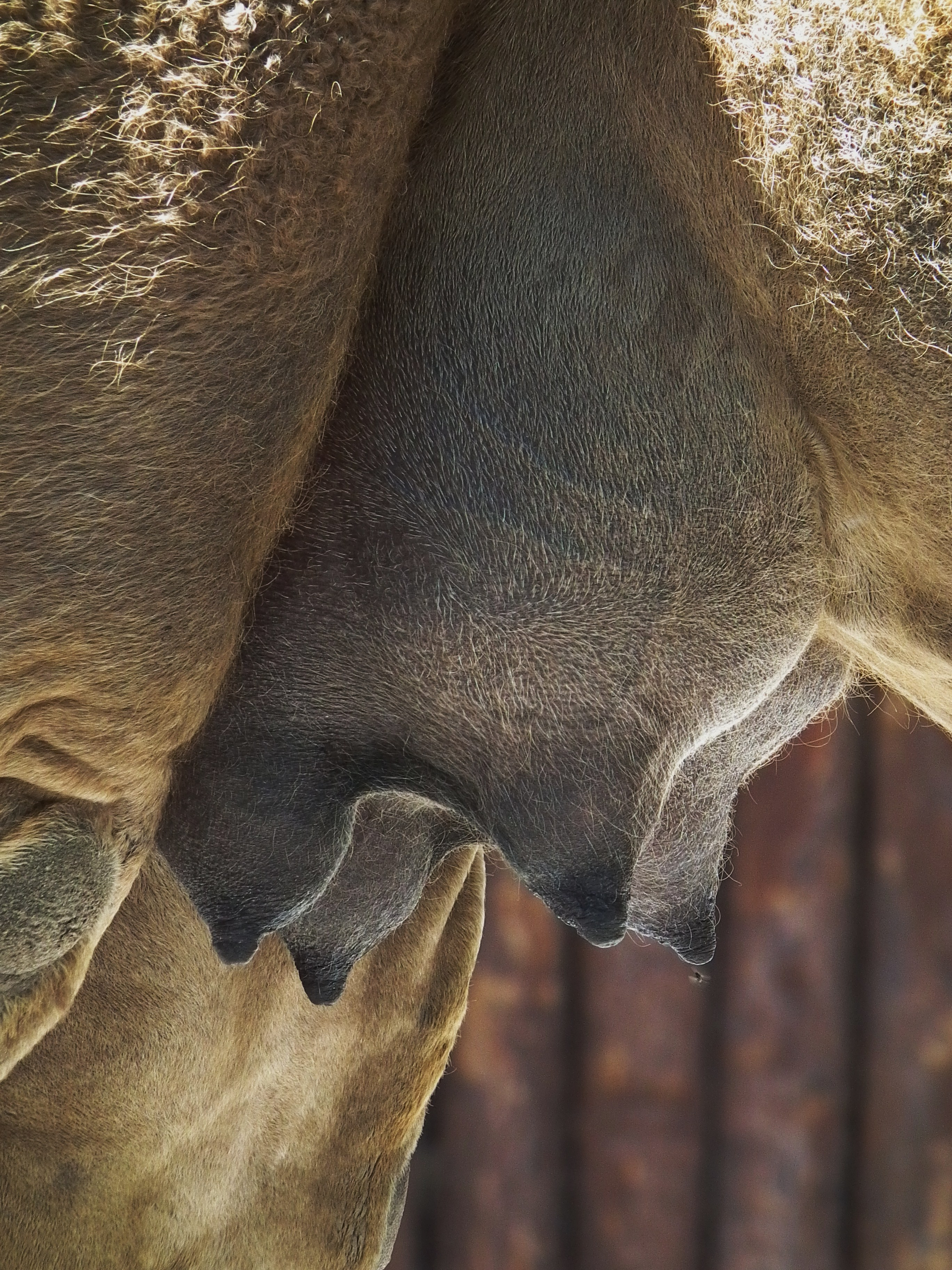
Euter eines Camelus dromedarius
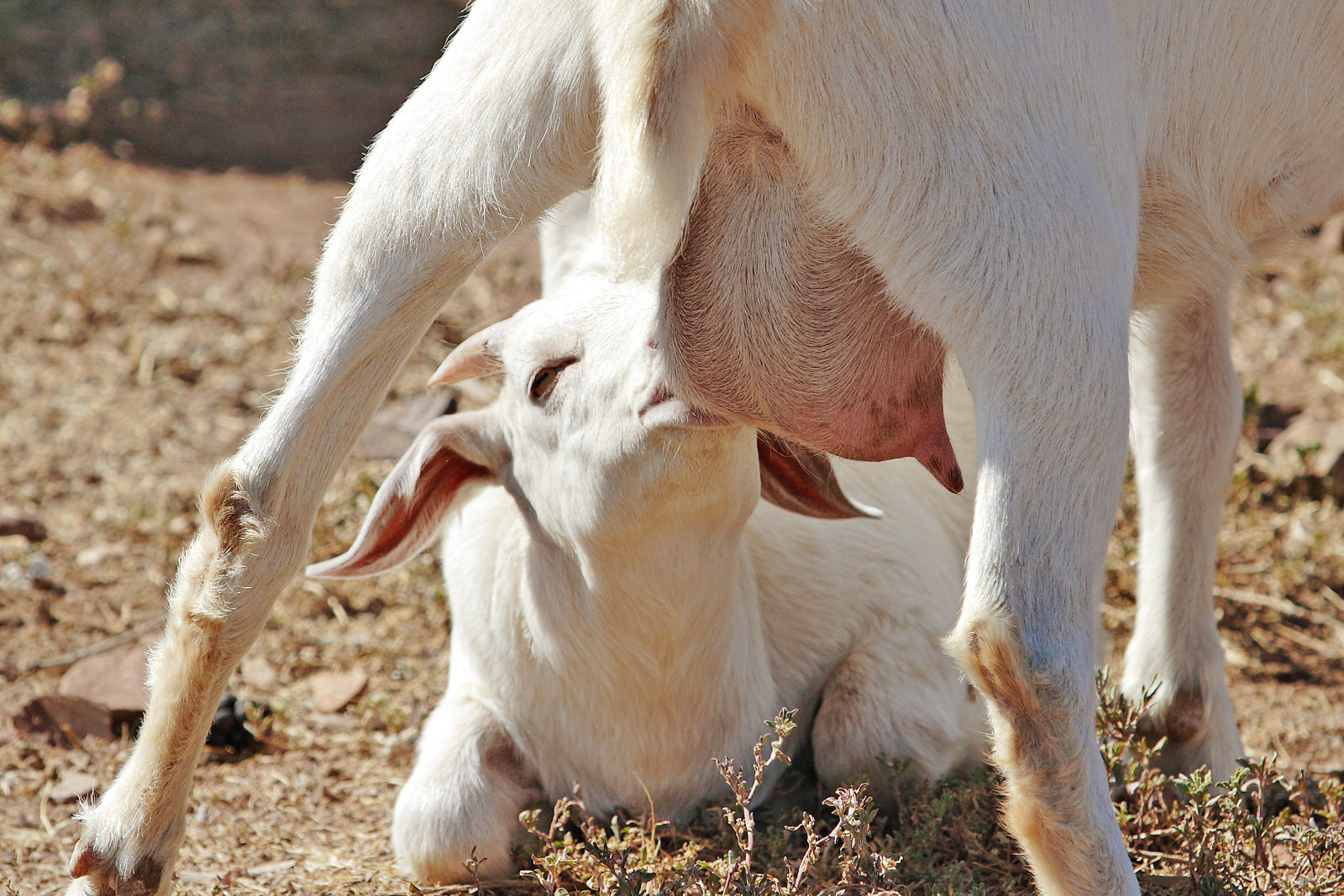
Ziege
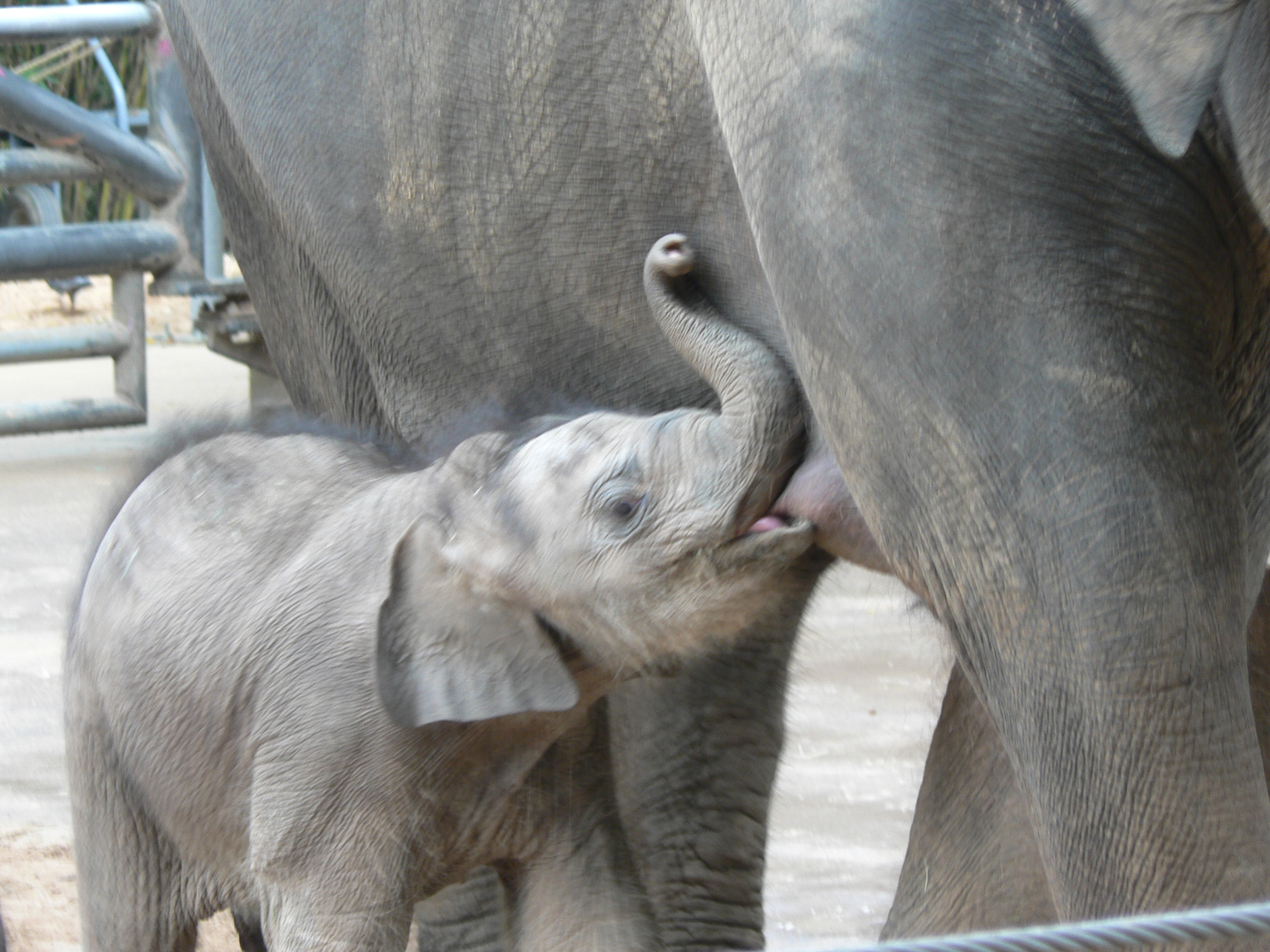
Elefant
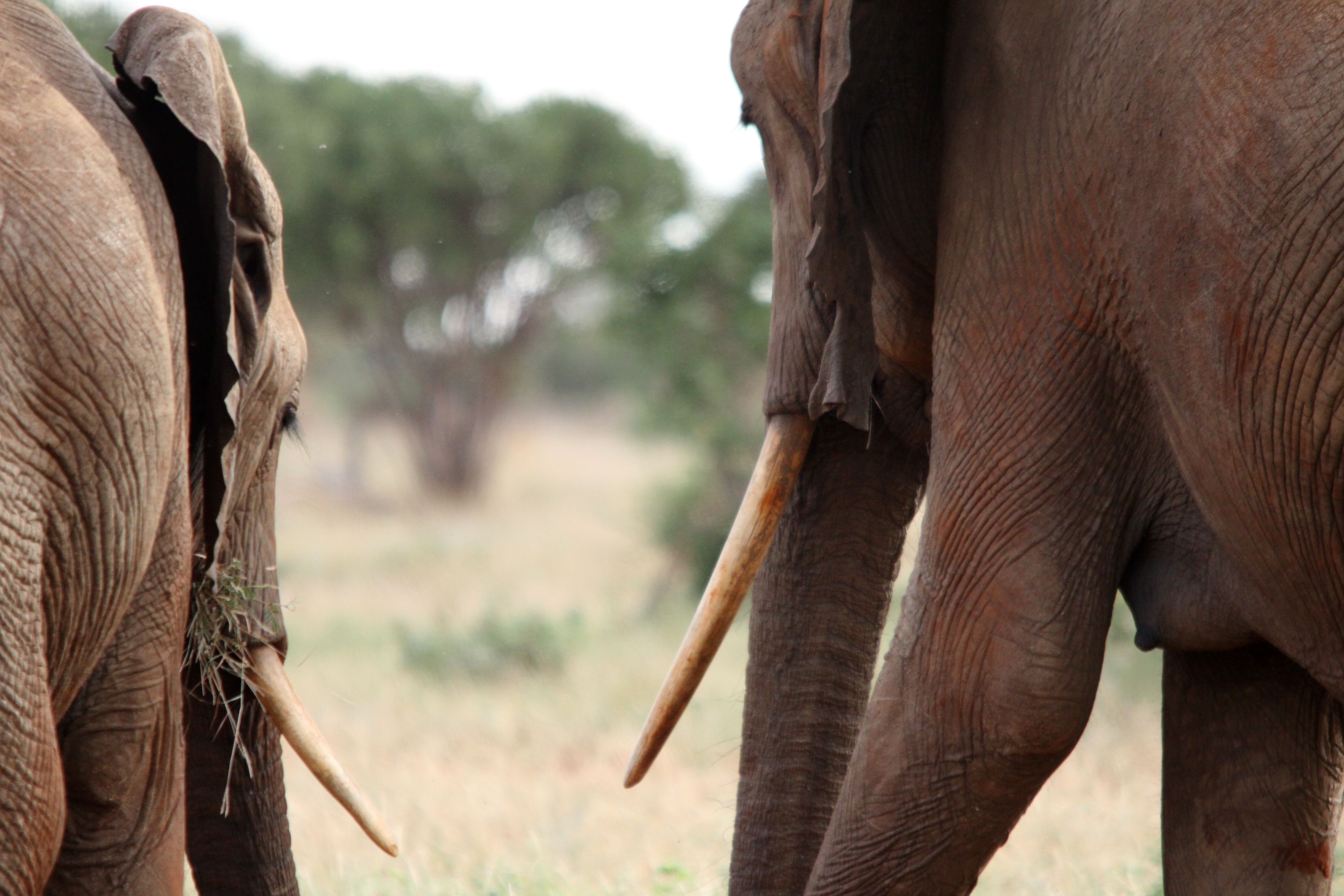
Elefantenkuh rechts mit Euter

## Einzelbelege
1. ↑  O.T. Oftedal: The mammary gland and its origin during synapsid evolution. In: Journal of Mammary Gland Biology and Neoplasia. 7. Jahrgang, Nr. 3, 2002, S. 225–252, doi:10.1023/A:1022896515287.
2. ↑  O.T. Oftedal: The origin of lactation as a water source for parchment-shelled eggs. In: Journal of Mammary Gland Biology and Neoplasia. 7. Jahrgang, Nr. 3, 2002, S. 253–266.
3. ↑  Lactating on Eggs (Memento vom 14. April 2009 im Internet Archive) Abgerufen am 1. Mai 2019.